# Neoarmaueria angusta
Neoarmaueria angusta är en djurart som tillhör fylumet slemmaskar, och som först beskrevs av Korotkevich 1955.  Neoarmaueria angusta ingår i släktet Neoarmaueria och familjen Armaueriidae. Inga underarter finns listade i Catalogue of Life.